# Algarobius prosopis
Algarobius prosopis is een keversoort uit de familie bladkevers (Chrysomelidae). De wetenschappelijke naam van de soort werd in 1858 gepubliceerd door John Lawrence LeConte.